# Figure 17
Figure 17 Tsubasa & Hikaru (яп. フィギュア17つばさ＆ヒカル Фигюа сэбэнти:н Цубаса & Хикару, Фигура 17 Цубаса и Хикару) или Figure 17 — японский аниме-сериал и созданная по нему манга.
Сериал выходил на канале TV Tokyo с 27 ноября 2001 года по 27 октября 2002 года и состоит из 13 серий. Серии имеют продолжительность 46 минут и выходили раз в месяц. Необычный формат позволил более глубоко раскрыть драматическую и психологическую составляющую сериала.
Музыка для сериала была исполнена группой The Alfee. Открывающая композиция «Boy» и закрывающая композиция «Fairy Dance» были взяты из их альбома 2001 года Glint Beat.
Манга публиковалась в ежемесячном журнале Dengeki Daioh с 27 ноября 2001 года по 27 октября 2002 года. Потом она была переиздана в двух отдельных томах. Сюжет манги по сравнению в аниме заметно сокращен.

## Сюжет
Замкнутая десятилетняя Цубаса, недавно переехавшая из Токио на Хоккайдо, однажды ночью становится свидетельницей падения инопланетного корабля, который перевозил на борту опаснейший груз — шесть яиц магюаров, страшных существ, используемых в качестве биологического оружия. На глазах Цубасы раненый пилот ДиДи вступает с монстром в неравную схватку. В критический момент биощит ДиДи неожиданно вступает в реакцию с Цубасой, образовав при этом боевой симбиотический организм Фигуру 17, которой удается справиться с монстром. Но при последующем разделении биощит не вернулся в исходный вид, а обернулся точной копией Цубасы. Так Цубаса обрела сестру-близнеца, уверенную и веселую Хикару, которая наполнила её жизнь теплом и участием, которых ей так не хватало.
Поскольку оставшиеся пять яиц магюаров рассеялись по всему Хоккайдо, ДиДи остается на Земле, чтобы не допустить их распространения по планете. До прибытия помощи ему приходится рассчитывать лишь на Цубасу и Хикару, ведь только Фигуре 17 под силу разделаться с монстрами.
Серии в основном посвящены повседневной жизни Цубасы и Хикару на ферме и в школе, и оканчиваются относительно короткой схваткой с очередным магюаром.

## Список персонажей
Цубаса Сина (яп. 椎名つばさ Shiina Tsubasa) — Замкнутая и ранимая четвероклассница, которая вместе с отцом недавно переехала из Токио на ферму местность на Хоккайдо. Она скучает по оставшейся в Токио подруге, с новыми одноклассниками она не может найти общий язык, её отец постоянно пропадает на новой работе, а единственным другом является её собака Тэнмару. Всё меняется с появлением в её жизни Хикару, которая становится ей «сестрой». Цубасу пугает обязанность сражаться с магюарами. Психологически очень зависит от Хикару.
Сэйю: Акико Ядзима
Хикару Сина (яп. 椎名ヒカル Shiina Hikaru) — Личность, появившаяся при слиянии Цубасы с биощитом, хранившемся на корабле ДиДи. Обладает внешностью и воспоминаниями Цубасы, но в отличие от неё оптимистичнее и увереннее в себе, что позволяет ей быстро влиться в школьный коллектив. Старается оберегать Цубасу.
Сэйю: Фумико Орикаса
Фигура 17 (яп. フィギュア17 Figyua 17) — Боевой симбиотический организм, появившийся при слиянии рибериуса (капсулы «живой стали») с Цубасой, наделив её сверхспособностями. Выглядит как девушка из стали. Не обладает отдельной личностью — её составляющие должны согласовывать свои действия.
ДиДи (яп. D・D) — или Дайсукэ Домото (яп. 堂本大輔 Doumoto Daisuke); в манге получил имя Дайсукэ Данда (яп. 段田大輔 Danda Daisuke) Пилот космического корабля, перевозившего яйца магюаров и разбившегося на Хоккайдо из-за неожиданного выхода из яйца одного из чудовищ. Первоначально не владел местным языком и взял себе псевдоним ДиДи уже на Земле, где, выдавая себя за фотографа, занялся розыском и уничтожением магюаров (для чего преобразуется в фигуру, аналогичную Фигуре 17). Для сокрытия своей деятельности часто пользуется гипнозом.
Сэйю: Рикия Кояма
Орудина (яп. オルディナ Orudina) — Коллега и соотечественница ДиДи, прибывшая к нему на помощь на большом корабле, который остался на орбите вокруг Земли. Первоначально эмоционально холодная, она постепенно привязывается к Земле.
Сэйю: Кикуко Иноуэ
Сё Айдзава (яп. 相沢翔 Aizawa Shou) — Тихий и болезненный мальчик из класса Цубасы; первый с кем она находит общий язык.
Сэйю: Кёко Цуруно
Кэнта Хагивара (яп. 萩原健太 Hagiwara Kenta) — Грубоватый и хулиганистый одноклассник Цубасы и Хикару.
Сэйю: Юко Като
Асука Карасава (яп. 唐沢飛鳥 Karasawa Asuka) — Председатель класса Цубасы и Хикару. Часто вздорит с Кэнтой.
Сэйю: Рёка Юдзуки
Норико Ито (яп. 伊藤典子 Itou Noriko) — Одноклассница Цубасы и Хикару.
Сэйю: Наоко Такано
Синдзи Огава (яп. 小川真二 Ogawa Shinji) — Одноклассник Цубасы и Хикару, приятель Кэнты.
Сэйю: Такако Хонда
Мина Савада (яп. 沢田美奈 Sawada Mina) — Высокомерная и вредная одноклассница Цубасы и Хикару.
Сэйю: Риэ Кугимия
Токио Аояма (яп. 青山時夫 Aoyama Tokio) — Мальчик из другого класса, безуспешно добивавшийся внимания Хикару.
Сэйю: Ёсико Камэи
Акико Хибино (яп. 日比野明子 Hibino Akiko) — Классный руководитель Цубасы и Хикару.
Сэйю: Юко Като
Хидэо Сина (яп. 椎名英夫 Shiina Hideo) — Отец Цубасы. Устроился работать в небольшую пекарню, где надеется овладеть мастерством пекарного дела. Там пропадает днями и ночами, не уделяя дочери должного внимания. ДиДи с помощью гипноза внушил ему, что Хикару его дочь, ранее жившая в Иокогаме.
Сэйю: Масамити Сато
Синъити Ибараги (яп. 茨城新一 Ibaragi Shin'ichi) — Управляющий пекарни, где работает Хидэо Сина, предоставивший жильё для него и Цубасы.
Сэйю: Тору Окава
Кёко Ибараги (яп. 茨城京子 Ibaragi Kyouko) — Жена Синъити, которая выматывается, круглый день помогая мужу в пекарне, на ферме, и занимаясь домашним хощяйством.
Сэйю: Кёко Цуруно
Сакура Ибараги (яп. 茨城サクラ Ibaragi Sakura) — Подросток, дочь Синъити и Рёко. Ей надоела жизнь на ферме, она мечтает о «городских» развлечениях, из-за чего она часто конфликтует с матерью.
Сэйю: Юи Хориэ
Рокуро Ибараги (яп. 茨城六郎 Ibaragi Rokurou) — Отец Синъити, занят содержанием фермы.
Сэйю: Эйдзи Маруяма
Рин Ибараги (яп. 茨城凛 Ibaragi Rin) — Жена Рокуро. Старается помогать своей внучке Сакуре.
Сэйю: Аи Сато
Исаму Курода (яп. 黒田勇 Kuroda Isamu) — В прошлом учёный, а теперь журналист местной газеты, которого заинтересовала серия странных событий, произошедших в последнее время на Хоккайдо.
Сэйю: Хотю Оцука

## Список серий аниме
| №  | Японское название                                          | Английское название                        | Русское название                            | Премьерна  |
| -- | ---------------------------------------------------------- | ------------------------------------------ | ------------------------------------------- | ---------- |
| 1  | 今の自分は好きですか Ima no Jibun wa Suki desu ka?         | Do You Like Yourself?                      | Нравишься ли ты себе?                       | 2001-05-27 |
| 2  | 一緒にいたい人はいますか Issho ni Itai Hito wa Imasu ka?   | Is There Someone You Want to Be With?      | У тебя есть кто-то, кто хочет быть с тобой? | 2001-06-24 |
| 3  | 勇気を出してみませんか Yuuki wo Dashite Mimasen ka?        | Be Courageous                              | Почему бы тебе не набраться смелости?       | 2001-07-29 |
| 4  | 羽ばたく心を持っていますか Habataku Kokoro Motte Imasu ka? | Does Your Heart Soar?                      | Твоё сердце расправляет крылья?             | 2001-08-26 |
| 5  | 大切な人はいますか Taisetsu na Hito wa Imasu ka?           | Is There Someone You Care About?           | У тебя есть тот, кто дорог тебе?            | 2001-09-23 |
| 6  | 守りたいものはありますか Mamoritai Mono wa Arimasu ka?     | Do You Have Something You Want to Protect? | У тебя есть что защищать?                   | 2001-10-28 |
| 7  | さよならは言えますか Sayonara wa Iemasu ka?                | Can You Say Goodbye?                       | Сможешь ли ты сказать «Прощай»?             | 2001-11-25 |
| 8  | 想いは届いていますか Omoi wa Todoite Imasu ka?             | Are Your Thoughts Getting Through?         | Чувствуешь ли то, что чувствую я?           | 2001-12-30 |
| 9  | その声が聞こえますか Sono koe ga kikoemasu ka?             | Can You Hear That Voice?                   | Ты слышишь тот голос?                       | 2002-01-27 |
| 10 | 心は伝わりますか Kokoro wa Tsutawari Masu ka?              | Can the Heart be Passed On?                | Сможет ли выдержать сердце?                 | 2002-02-24 |
| 11 | ずっと側にいてくれますか Zutto Soba ni Itekure Masu ka?    | Will You Always Be at My Side?             | Ты всегда будешь на моей стороне?           | 2002-03-24 |
| 12 | 思い出はのこりますか Omoide wa Nokori Masu ka?             | Will the Memories Remain?                  | Останутся ли воспоминания?                  | 2002-04-28 |
| 13 | 優しさをおぼえていますか Yasashisa wo Oboete Imasu ka?     | Do You Remember What Kindness Is?          | Помнишь ли ты добро?                        | 2002-05-26 |